# Elizabeth Truss
Mary Elizabeth „Liz” Truss (n. 26 iulie 1975, Oxford, Anglia, Regatul Unit) este o politiciană britanică, lider al Partidului Conservator, care a ocupat funcția de prim-ministră a Regatului Unit din 6 septembrie 2022 până la 25 octombrie 2022.

## Biografie

### Nașterea și familia
Mary Elizabeth Truss s-a născut la 26 iulie 1975 la Oxford. Este fiica lui John Kenneth Truss și a Priscillei Mary Grasby. Tatăl său este profesor emerit de matematici la Universitatea din Leeds, iar mama sa este infirmieră, cadru didactic și membră a Campaniei pentru dezarmare nucleară. Liz Truss își descrie familia ca fiind «foarte de stânga» și arată că a crescut într-un mediu prolaburist.
S-a căsătorit în 2000 cu Hugh O'Leary, expert contabil, cu care are două fete.

### Studii și formare
Liz Truss a fost elevă la o școală primară din Paisley, în Scoția, apoi la Roundhay School din Leeds. Ea a urmat studii de filosofie, politică și economie la Merton College de la Oxford, unde a obținut un master of arts în 1996.

În timpul studiilor la Oxford, a condus grupul studenților liberali-democrați, cu care ea a manifestat pentru abolirea monarhiei. În august 2022 a declarat că acest parcurs printre centriști a fost o eroarea a tinereții sale. Exprimându-se în fața membrilor partidului său, ea a mărturisit: 
„Cu toții facem erori, cu toții am avut întâmplări neplăcute în adolescență, așa cum a fost cazul meu. Pentru unii oameni este vorba despre sex, droguri și rock 'n' roll; eu am fost cu liberal-democrații. Îmi pare rău..”
Apoi a urmat o carieră de director comercial în sectorul privat.

## Parcursul politic

### Începuturi
După ce a absolvit în 1996 University of Oxford, a lucrat ca economist și a fost vicepreședinte al Think-Tanks Reform.
Aderentă la Partidul Conservator de la mijlocul anilor 1990, ea a fost aleasă în Consiliul Municipal Greenwich. Ea a suferit mai multe eșecuri în circumscripțiile legislative laburiste. A fost remarcată de David Cameron, care dorea să scoată în față femeile, în partid.
La Alegerile legislative din 2010, a fost aleasă în Camera Comunelor pentru circumscripția South West Norfolk. Ca backbencher a cerut reforme în diferite domenii politice, inclusiv îngrijirea copilului, matematică și economie. Ea a fondat „Free Enterprise Group of Conservative MPs“ și a participat la redactarea unei serii de lucrări și cărți, printre altele After the Coalition (2011) și Britannia Unchained (2012).
Din 2010 este parlamentară pentru South West Norfolk. Truss a fost din 2012 până în 2014 „Parliamentary Under-Secretary of State“ responsabilă pentru educație și de îngrijire a copilului. Din 2014 până în 2016 a fost „Secretary of State for the Environment, Food and Rural Affairs“. La 14 iulie 2016 a fost numită de Theresa May ministru de justiție și lord cancelar în Cabinetul May, ceea ce a dus la înlăturarea lui Michael Gove. A fost prima femeie care deține poziția de lord cancelar (dacă nu este luată în calcul Eleanor de Provence în 1253). Din 2019 a fost ministru al femeilor și egalității și din 2021 ministru de externe.
Opozantă Brexitului până în 2016, ea s-a răzgândit după ce acesta a fost aprobat și a adoptat un discurs eurosceptic virulent. În 2016 făcea campanie pentru un «nu» și a semnat, la 15 mai 2016, în calitate de Secretar de Stat la Mediu o tribună în The Sun care a calificat Brexitul drept o «triplă tragedie: mai multe reguli, mai multe protocoale, mai multă încetineală pentru a vinde în Uniunea Europeană». Ea a detaliat explicând că potrivit lor, întreprinderile britanice « se vor îneca în formulare, ceea ce va afecta profiturile și că pe măsură ce locurile de muncă se pierd și prețurile cresc » A posteriori, ea a declarat că opoziția pe care o avusese față de Brexit fusese o eroare.

### Premier al Regatului Unit
Elizabeth Truss a devenit premier al Regatului Unit, mandatul ei începând la 6 septembrie 2022, când a acceptat invitația reginei Elisabeta a II-a de a forma o nouă administrație, în urma demisiei predecesorului ei Boris Johnson după o criză guvernamentală.
La 20 octombrie 2022, Elizabeth Truss a demisionat din funcția de premier al Regatului Unit.

## Legături externe
Materiale media legate de Elizabeth Truss la Wikimedia Commons
- en  Site web oficial